# Corynoptera nigrospina
Corynoptera nigrospina är en tvåvingeart som beskrevs av Werner Mohrig 1999. Corynoptera nigrospina ingår i släktet Corynoptera och familjen sorgmyggor. Inga underarter finns listade i Catalogue of Life.